# 長谷川理恵
長谷川 理恵（はせがわ りえ、1973年12月1日 - ）は、日本のファッションモデル、タレント。身長170cm。

## 来歴
神奈川県に出生。大手自動車メーカーに勤める父親の海外勤務のため、3歳から7歳までをベルギーで過ごす。一時日本に帰国したのち、高校は英国に留学、全寮制の英国暁星国際学園高等部で学んだ。その後日本に帰国し、実践女子大学に入学。大学在学中にミス実践女子大に選ばれた。主要大学のミスが集まりミスの中のミスを選ぶコンテストでは、ミスフォトジェニックを受賞。1993年に『CanCam』の専属モデルとしてデビュー。1998年に大学を卒業、その後『Oggi』の専属モデルとなる。
石田純一の不倫相手として報道され、8年弱もの間交際を続け、その間に、石田は妻であった松原千明と離婚した。
マラソン選手としての一面もあり、2000年にテレビ番組の企画でホノルルマラソンに出場したことがきっかけで、以降ホノルルマラソンに毎年参加し、2007年時点での最高記録は2003年12月の3時間15分36秒。2007年11月に行われた東京国際女子マラソンに特別枠で出場し、3時間29分40秒を記録する。練習時間のとれない仕事は受けず、専属トレーナーをつけ、海外での高地トレーニングを行った。
2004年度には『長谷川理恵のNEC ON THE ROAD AGAIN〜101のタカラモノ〜』のパーソナリティーを担当した。2006年4月から健康情報番組『メディカルα』のMCを務めた。
2012年6月3日に結婚。同年10月に第一子となる長男を出産。
2016年、茶道、山田宗徧流不審庵 第11代家元 幽々斎 山田宗徧（山田長光）が考案した現代人のためのヨガ、WabiYoga(侘びヨガ)のインストラクター第1号の資格を取得。

## 人物
本人曰く、きれい好きが過ぎて潔癖。

## 出演

### テレビ
- a life（2008年4月6日-2010年3月28日、東海テレビ〈東海地方限定〉）ナレーション
- デッサン（1997年、日本テレビ）
- 王様のブランチ（TBS）
- 常夏ガール（2003年10月 - 2004年3月、テレビ東京）毎週日曜22:54 - 23:24に放映
  - 押切もえ・国井律子とナビゲーターを務める。
- Deep in ALOHA（2005年1月6日 - 3月31日、テレビ東京）毎週木曜22:54 - 23:00に放映
- メディカルα（2006年4月 - 2007年6月、BS-i）司会
- FILM FACTORY（テレビ東京）
- グータンヌーボ（関西テレビ）
- 宿坊〜ココロとカラダ満つる旅 東北路〜（2011年10月24日、BSプレミアム）

### ラジオ
- 長谷川理恵のNEC ON THE ROAD AGAIN〜101のタカラモノ〜（2004年4月 - 2005年3月、TOKYO FM）
  - FM大阪、K-MIX、FM愛知でも放送。
- NIKE GOOD JOG!（2008年4月 - 2009年3月、TOKYO FM）
- SBIアクサ生命 presents SUNDAY AIRING（2009年4月 - 9月、TOKYO FM）
- シュミテクトPROエナメルpresentｓ「Purerhythm〜mmm〜」（2009年10月 - 、TOKYO FM）

### CM
- 花王「ロリエ」
- カルピス味の素ダノン「ダノン・ビオ」（ヨーグルト）
- カネボウホームプロダクツ「レシェ」（ヘアケアーシリーズ）
- カネボウ薬品
- 日本航空インターナショナル
- h&s
- トリンプ「凛々ブラ」
- ニジヤマーケット

### 映画
- 大怪獣バトル ウルトラ銀河伝説 THE MOVIE（2009年） - ウルトラの母（声） 役

## ファッションモデル活動
- CanCam
- Oggi（2000年7月号 - 2004年1月号の43回表紙に掲載）

## 著書
- Girls! POP RUN（ワニブックス・2001年2月）
- 野菜美人（扶桑社・2003年6月）
- Rie's HIGH 〜みんな絶対、変われるよ〜（幻冬舎・2003年12月）
- REFRESH 〜野菜美人II〜（扶桑社・2004年7月）
- Rie's Code 〜カジュアルビューティの法則〜（幻冬舎・2005年9月）
- RUNNNING BEAUTY 〜走る、食べる、キレイになる!〜（ポプラ社・2010年1月）
- 願力 愛を叶える心（マガジンハウス・2012年6月）

## 受賞歴
- Suhada Beauty Award（2012年） ※ラ ロッシュ ポゼ主催[5]
- ホワイトティースアワード（2012年） ※デンタルプロ主催[6]